# Pietro Bertani
Pietro Bertani (Nonantola, 4 novembre 1501 – Roma, 8 marzo 1558) è stato un cardinale e vescovo cattolico italiano.

## Biografia
Nato il 4 novembre 1501 a Nonantola, discendente di un'illustre famiglia modenese, fu figlio di Francesco Bertani e Bianca Calori.
Entrò presto nell'ordine dei domenicani e studiò sotto il futuro cardinale Tommaso Badia. Fu lettore di teologia presso Bologna, Ferrara e Venezia. Si distinse particolarmente nel suo capitolo per le abilità linguistiche, per l'eloquenza e per la sua conoscenza delle opere teologiche di Sant'Agostino e San Tommaso d'Aquino.
Fu eletto vescovo di Fano il 28 novembre 1537. Partecipò al Concilio di Trento dal 4 febbraio 1546 al 3 marzo 1547. Fu chiamato dalla Santa Sede il 29 marzo 1547 per risolvere la restituzione del ducato di Camerino per opera di Guidobaldo. La sua operazione diplomatica ebbe successo. Successivamente fu mandato dai padri conciliari a risolvere la controversia tra il papa e l'imperatore sulla città stabilita, Bologna, per continuare il concilio tridentino.
Fu anche nunzio straordinario dal 9 giugno 1548 al 1550 per calmare le rivolte causate dalla morte violenta di Pierluigi Fanese, cugino del Duca di Parma, avvenuta il 10 settembre 1546. Fu anche risolutore delle differenze tra l'imperatore Carlo V e il duca di Sassonia.
Papa Paolo III volle crearlo cardinale, ma la morte, che lo colse prima, non glielo permise.
Nel conclave del 20 novembre 1551 Giulio III lo proclamò cardinale presbitero e il 4 dicembre 1551 gli fu affidato il titolo di Santi Marcellino e Pietro. Nel 1555 partecipò al conclave che elesse papa Marcello II e papa Paolo IV.
Si spense a Roma l'8 marzo 1558. L'artrite fu per lui causa di grandi dolori. È sepolto vicino alla cappella del Crocefisso della basilica domenicana di Santa Sabina, in Roma.